# 존 비커스
존 비커스(Jon Vickers, Jonathan Stewart Vickers, 1926년 10월 29일 ~ 2015년 7월 10일)는 캐나다 태생의 테너 가수이다.
토론토 음악원에서 배운 뒤에 1956년의 스트랫퍼드 음악제에서 데뷔하였다. 그 호평으로 인하여 다음해에 런던의 코벤트 가든왕립가극장에 초빙되어 <카르멘>의 돈 호세를 불렀으며 그 이후로는 이 가극장을 중심으로 활약하였다. 1958년에 바이로이트 음악제에 초빙되었으며 다음해 빈 국립 가극장, 샌프란시스코 가극장, 그리고 메트로폴리탄가극장에 출연하였다. 그 박력적인 목소리로 <오텔로>, <바르큐레>, <피델리오> 등에 출연하였을 뿐만 아니라 오라토리오 가수로도 명성이 높다. <제9교향곡>이나 오라토리오 <구세주> 등의 솔리스트로도 활약하였다.